# Tubeway Army
I Tubeway Army sono stati un gruppo musicale punk rock e new wave londinese fondato nel 1977 da Gary Webb, poi Gary Numan, e Paul Gardiner.

## Storia
Nel 1976 all'età di 19 anni, Webb lascia il gruppo "Mean Street" di Londra per unirsi ai "The Lasers" in cui Gardiner suonava il basso. Successivamente i due lasciano il gruppo e fondano i Tubeway Army insieme a Jess Lidyard, lo zio di Numan, alla batteria. I tre assumono i nomi d'arte "Valerian" (Webb), "Scarlett" (Gardiner) e "Rael" (Lidyard).
Webb è un compositore di successo, prolifico e ambizioso. Il gruppo inizia a esibirsi nella scena punk 77 di Londra e riesce a ottenere un contratto discografico con l'etichetta Beggars Banquet Records con cui pubblica due singoli nella prima metà del 1978. I brani però non ottengono successo.
Successivamente il gruppo pubblica un album e Webb adotta il nome d'arte "Gary Numan". L'album, pur rimanendo in ambito prettamente punk rock con chitarra, basso e batteria, vede i primi tentativi di inserire negli arrangiamenti un sintetizzatore Minimoog.
I testi riguardano tematiche fantascientifiche e distopiche tipiche di autori quali Philip K. Dick. Nonostante la vendita di tutto il primo lotto di stampa, l'album non riesce a entrare nelle classifiche e nessun singolo viene estratto. Da quel momento il gruppo prende la decisione di abbandonare gli spettacoli dal vivo a causa dell'eccessiva violenza della scena punk londinese. L'unica registrazione live del gruppo, effettuata nel febbraio del 1978, viene pubblicata come bootleg nei primi anni ottanta e successivamente incluso nella ristampa in CD del 1998 dell'album Tubeway Army col titolo Living Ornaments '78.
All'inizio del 1979, il gruppo torna in studio per le registrazioni di Replicas, il secondo album, con maggiore presenza di sintetizzatori e dalle atmosfere ancora più orientate alla fantascienza rispetto al precedente. Down in the Park, il primo singolo estratto, non entra in classifica, invece Are 'Friends' Electric?, il secondo, ottiene un buon successo. Una speciale edizione dell'album in picture disc fa sì che il singolo entri in classifica, ma ciò che permette al gruppo di fare breccia nel pubblico sono le apparizioni ai popolari programmi televisivi The Old Grey Whistle Test, della BBC, e Top of the Pops, dove si esibiscono in completo nero e con un Numan dalle movenze quasi robotiche, caratteristica che diverrà presto il suo marchio di fabbrica.
Il singolo rimane al primo posto della classifica inglese per quattro settimane nel mese di luglio, permettendo all'album di seguirlo a ruota in quella degli album più venduti. Per via delle continue apparizioni televisive, il gruppo recluterà altri musicisti.
Numan diviene così il primo artista di genere elettronico in Gran Bretagna a ottenere successo commerciale. Questo lo spinge ad abbandonare il gruppo e intraprendere la carriera solista.

## Formazione
Membri originari
- Gary Numan - voce, chitarra, tastiere, sintetizzatori
- Paul Gardiner - basso
- Jess Lydiard – batteria

Membri addizionali
- Bob Simmonds – batteria (fine 1977, inizio 1978)
- Barry Benn – batteria (metà 1978)
- Sean Burke – chitarra (metà 1978)
- Chris Payne – sintetizzatori (1979)
- Billy Currie (dagli Ultravox) – sintetizzatori (1979)
- Cedric Sharpley – batteria (1979)
- Trevor Grant – chitarra (1979)

## Discografia

### Album in studio
- 1978 - Tubeway Army
- 1979 - Replicas

### Singoli
- 1978 - That's Too Bad
- 1978 - Bombers
- 1979 - Down in the Park
- 1979 - Are 'Friends' Electric?

### Raccolte
- 1984 - The Plan